# Țipărești
Țipărești – wieś w Rumunii, w okręgu Prahova, w gminie Cocorăștii Mislii. W 2011 roku liczyła 454 mieszkańców.